# Philip Yorke, 1:e earl av Hardwicke
Philip Yorke, 1:e earl av Hardwicke, född 1690 i Dover, död 1764. 
Philip Yorke var praktiserande advokat från 1715 och parlamentsledamot (whig) 1719-1733. Han var lordkansler mellan 1723 och 1733. Sistnämnda år utsågs han till kungligt råd (Privy Councellor) av Georg II av England. 1733 utnämndes han också till Baron Hardwicke. Han var talman i överhuset 1734 och 1736-1756. Från 1740-1752 fungerade han som regent under Georg II av Englands tillfälliga besök i Hannover.
Dessutom var han från 1753 medlem av the Royal Society. 1754 utnämndes han till 1:e earl av Hardwicke.
Han gifte sig 1719 med Margaret Cocks (d. 1761). Kort före sin död, år 1764, utnämndes Yorke till kansler för College of William & Mary i kolonin Virginia.

## Barn
- Lady Margaret Yorke (d. 1769) , gift med sir Gilbert Heathcote, 3:e baronet
- Philip Yorke, 2:e earl av Hardwicke (1720-1790), gift med lady Jemima Campbell, markisinna Grey, (1723-1797)
- Charles Yorke, advokat (1722-1770), gift 1:o 1755 med Katharine Freeman. Gift 2:o med Agneta Johnston
- General Joseph Yorke, lord Dover (baron av Dover) (1724-1792), gift med Christiana Charlotte Margaret Henrik (d. 1793)
- Lady Elizabeth Yorke (1725-1760), gift med amiral George Anson, Lord Anson
- John Yorke (1728-1801), gift med Elizabeth Lygon
- James Yorke, biskop av Ely (1730-1808), gift med Mary Madocks